# Mika Manninen
Pour les articles homonymes, voir Manninen.
Mika Manninen est un karatéka finlandais surtout connu pour avoir remporté une médaille d'argent en kumite individuel masculin moins de 70 kilos aux championnats du monde de karaté 1982 à Taipei, à Taïwan.

## Résultats
| Résultat          | Date | Épreuve                   | Catégorie | Compétition                | Ville hôte       |
| ----------------- | ---- | ------------------------- | --------- | -------------------------- | ---------------- |
| Médaille d'argent | 1982 | Kumite individuel - 70 kg | Seniors   | Championnats du monde 1982 | Taïpei, à Taïwan |